# Snow (film)
Snow is een televisiefilm uit 2004 onder regie van Alex Zamm. De hoofdrollen worden vertolkt door Tom Cavanagh, Ashley Williams en Patrick Fabian. De film werd voor het eerst uitgezonden op ABC in de aanloop naar Kerstmis. In 2008 kreeg de film een vervolg met Snow 2: Brain Freeze.

## Verhaal
Nick Snowden, die eigenlijk de zoon van de kerstman is, moet het jonge rendier Buddy, dat nog niet kan vliegen, redden uit de dierentuin van San Ernesto. Hij heeft daarvoor de hulp nodig van de knappe dierenverzorgster Sandy Brooks. Hij wordt verliefd op haar en zij blijft ook niet ongevoelig voor hem, al heeft ze niet door wie hij in werkelijkheid is.
Buck Seger, een jager die in de dierentuin werkt en verliefd is op Sandy, ziet Nick als een rivaal en is van plan Buddy te verkopen aan een jager op groot wild. Nick en Sandy slagen er echter in om Buddy te redden en sturen hem terug naar de Noordpool. Met Kerstmis gaat Sandy mee met Nick naar de Noordpool.

## Rolverdeling
| Acteur             | Personage    |
| ------------------ | ------------ |
| Tom Cavanagh       | Nick Snowden |
| Ashley Williams    | Sandy Brooks |
| Patrick Fabian     | Buck Seger   |
| Bobb'e J. Thompson | Hector       |
| Jackie Burroughs   | Lorna        |
| Leslie Carlson     | Chester      |
| Karen Robinson     | Isabel       |
| Paul Bates         | Carl         |
| Adam Greydon Reid  | Jordan       |